# Viktar Babaryka
Viktor Babariko (hviderussisk: Ві́ктар Дзмі́трыевіч Бабары́ка tr. Viktar Dzmitryjevitj Babaryka; russisk: Ви́ктор Дми́триевич Бабари́ко tr. Viktor Dmitrijevitj Babariko) (født 9. november 1963 i Minsk) er en hviderussisk bankmand, filantrop og oppositionspolitiker, der havde til hensigt at blive kandidat ved præsidentvalget i Hviderusland 2020. Han blev nægtet tilladelse at stille op og efterfølgende arresteret af de hviderussiske myndigheder anklaget for ulovlige økonomiske aktiviteter. Anklagerne anses for at være politisk motiverede, og Babariko betragtes af Amnesty International og lokale menneskerettighedsgrupper som politisk fange.
Babariko blev 6. juli 2021 ved Hvideruslands højesteret i Minsk idømt 14 års fængsel for hvidvask, bestikkelse og skatteunddragelse. Selv nægter han sig skyldig. Dommen er internationalt kritiseret og anses for at være politisk motiveret. Mange af Babarikos støtter er også fængslet, blandt andre hans søn Eduard Babariko og hans valgkampsleder Maria Kolesnikova.
Før sin anholdelse havde Babariko nået at indsamle omkring 425.000 vælgerundskrifter til støtte for opstillingen hvor kravet er mindst 100.000 støtter at kunne stille op, og han blev anset som den udfordrer der havde de bedste chancer mod den siddende præsident Lukasjenko ved valget.